# Masayuki Okano
Masayuki Okano (jap. 岡野 雅行, Okano Masayuki; * 25. Juli 1972 in Yokohama) ist ein ehemaliger japanischer Fußballspieler.

## Nationalmannschaft
1995 debütierte Okano für die japanische Fußballnationalmannschaft. Mit dieser Mannschaft qualifizierte er sich erfolgreich für die Fußball-WM 1998. Okano bestritt 25 Länderspiele und erzielte dabei zwei Tore.

## Errungene Titel
- J. League: 2006
- Kaiserpokal: 2005, 2006

## Persönliche Auszeichnungen
- J. League Best Eleven: 1996
- J. League Fairplay-Preis: 1996